# Esquerra Alternativa i Verda
Esquerra Alternativa i Verda és un partit polític espanyol de les Illes Balears, federació balear d'Izquierda Unida.
El 5 de juny de 2010 es va celebrar l'assemblea constituent d'Esquerra Alternativa i Verda, en el marc del programa de Refundació de l'Esquerra impulsat per Esquerra Unida a nivell federal, i que substituiria a l'antiga Esquerra Unida de les Illes Balears (EUIB). En aquesta es va comptar amb la presència del responsable d'Organització d'IU, Miguel Reneses, i del senador d'Esquerra Unida i Alternativa (referente en Cataluña de Izquierda Unida), Joan Josep Nuet.
En l'assemblea de fundació es va remarcar la voluntat que la formació sigui capaç de proposar alternatives a la crisi i respondre a les mesures adoptades pel govern d'Espanya que qualifiquen de "ofensiva neoliberal". Per a això es va proposar donar continuïtat a la campanya contra la crisi que estava duent a terme EUIB i Esquerra Unida a nivell federal. El primer coordinador de la nova formació és Albert Aguilera. Una minoria no va aconseguir que la refundació portés a una organització independent de qualsevol projecte federal, per la qual cosa va decidir escindir-se i fundar Iniciativa d'Esquerres.
No obstant això en aquest procés es va produir escissió d'un corrent minoritari d'EUIB anomenada Esquerra XXI, creada al novembre de 2009 i encapçalada per la consellera del Govern de les Illes Balears Josefina Santiago, el vicepresident del Consell de Mallorca Miquel Rosselló i l'ex coordinador d'EUIB David Abril, que va formar aquest mateix dia Iniciativa d'Esquerres. Aquesta escissió es va donar per la demanda d'Esquerra XXI de cercar la ruptura amb IU a nivell nacional i la reafirmació de la coalició Bloc per Mallorca, amb la finalitat d'enfortir les relacions amb els partits membres d'ella, això és, PSM-EN, Els Verds de Mallorca i ERC. En novembre de 2010, Iniciativa d'Esquerres i Els Verds de Mallorca se fusionaren per crear IniciativaVerds.